# Clara Benador
Clara Benador est une autrice, comédienne, chanteuse et mannequin franco-suisse née en 1998.

## Biographie

### Carrière
Clara Benadore pose pour Azzaro, Charles de Vilmorin ou encore Gucci.
En 2020, avec son compagnon de l'époque Lukas Ionesco, ils publient un album à quatre mains et deux voix, Magic Stone.
La même année, elle expose son travail photographique chez Ofr.
Elle publie son premier roman chez Gallimard, Les Petites Amoureuses, dans la collection blanche. Elle y aborde la découverte de la sensualité dans le Casablanca des années 1940.

## Filmographie
- 2018 : Stendhal de James Lamotta
- 2019 : Romance, abscisse et ordonnée de Louise Condemi
- 2021 : Vuja De de Viktor Ivanov
- 2022 : Rainer, a Vicious Dog in a Skull Valley de Bertrand Mandico[7]
- 2023 : Petrouchka de Bertrand Mandico

## Publication
- Les petites amoureuses, 2022, Gallimard[8]